# Aloïss Heiss
Aloiss Heiss (París, 8 de enero de 1820-Aulnay, 20 de mayo de 1893) fue un numismático francés, especialista en el Renacimiento. También se interesó por las monedas antiguas y medievales de España.

## Biografía
Nacido en París, su familia procedía de Bélgica. Estudió ingeniería siendo su especialidad la fabricación de líneas de ferrocarril por lo que estuvo en España entre 1855-1867. Durante su estancia, además de trabajar en la construcción de las líneas entre Tarragona-Valencia y la que atraviesa la Sierra de Guadarrama, tuvo ocasión de conocer a miembros del Memorial Numismático Español y de colaborar en su revista con varios artículos. Todo ello propició ser nombrado correspondiente de la Real Academia de la Historia.

## Obras
Es el destacado autor de las obras:
- Descripción general de las monedas hispano-cristianas desde la invasión de los Árabes, publicada en Madrid en tres volúmenes de 1865 a 1869. Publicados en folio mayor, incluyendo grabados elaborados con sus dibujos de monedas de su colección. En su obra «desarrolla algunas clasificaciones como las efectuadas por Gaillard y Antonio Delgado, mejorándolas con asignaciones muchas de las cuales se siguen manteniendo en la actualidad.» Ha sido reeditada en dos ocasiones: Zaragoza, 1962, y Madrid, en 1975.[1]
- Description générale des monnaies antiques de l'Espagne, publicada en París en 1870. Es una aportación donde presenta mejoras respecto al trabajo de Antonio Delgado.[2]
- Description générale des monnaies des rois wisigoths d'Espagne, publicada también en París en 1872. Obra reeditada en Madrid en 1978.[2]
- Les Médailleurs de la Renaissance, publicada en nueve volúmenes de 1881 a 1892 en París.

Laureado del Instituto de France por su Descripción general de las monedas hispano-cristianas desde la invasión de los Árabes  (1867), miembro de la Sociedad Francesa de Numismática y Arqueología, de la que fue secretario general y vicepresidente (elegido en enero de 1870),Alois Heiss también fue miembro de la Sociedad de Historia de París e Isla de Francia desde 1874 hasta su muerte,y miembro extranjero de la Real Academia de la Historia de España en Madrid.